# Leonardo di Reresby
Leonardo di Reresby (... – Yorkshire, XIII secolo) è stato un militare e santo inglese, crociato venerato in Inghilterra come santo.
Secondo una tradizione locale sarebbe stato fatto prigioniero durante la terza crociata e, per gli eventi legati al suo ritorno in patria, venerato come un santo cattolico nello Yorkshire al quale furono anche dedicate alcune chiese. La leggenda narra della sua miracolosa apparizione per rivendicare sua moglie in procinto di risposarsi in seguito alla sua lunga assenza, durata sette anni, dovuta alla prigionia da parte dei Saraceni.
Infatti dopo sette anni di assenza, presumendo che fosse morto, sua moglie fu promessa in sposa ad un altro. Grazie alla forza della preghiera Leonardo fu liberato e magicamente trasportato in uno stato di incoscienza e ancora in catene sulla collina del natio villaggio di Thrybergh, nei pressi di Rotherham nel South Yorkshire. La sua apparizione mandò a monte il matrimonio. Secondo una versione della leggenda Leonardo morì poco dopo, mentre una seconda versione racconta che, dopo esserci ricongiunto con la moglie, il crociato restò a vivere nel villaggio e come prova del miracolo appese nella chiesa le catene che lo avevano imprigionato.
A Thrybergh è presente una chiesa anglicana dedicata a San Leonardo. Nella chiesa (pure anglicana) di San Leonardo nel villaggio di Apethorpe nel Northamptonshire è presente una vetrata, realizzata tra il 1921 e il 1924 e attribuita al mastro vetraio Christopher Whitworth Whall, che raffigura San Giorgio, San Leonardo di Reresby e San Martino di Tours. Una lettera dell'artista esposta vicino alla vetrata spiega che dal momento che la chiesa era dedicata a San Leonardo ed esistevano due figure con tale nome, entrambe collegate con la liberazione di prigionieri (il crociato inglese Leonardo di Reresby o Ryseby e l'abate francese Leonardo di Noblac) e due finestre da decorare era sembrato opportuno raffigurare entrambi i santi, anche come segno di fratellanza tra i due paesi alleati.
Si festeggiava localmente il 6 novembre, stesso giorno di san Leonardo di Noblac.